# Tecnipro TV
TecniPro.TV es una compañía argentina fundada en 1994 y establecida en la Ciudad Autónoma de Buenos Aires. La empresa señala que sus productos y servicios generan nuevas experiencias de valor agregado para empresas innovadoras. Se especializa en producción de contenidos para televisión sobre Internet, armado de canales corporativos (Web TV), integración con social media, herramientas de e-marketing / comercio electrónico y transmisión de streaming. Realiza plataformas llave en mano, para distribución de contenido de video on demand (VOD), dirigidas a e-learning, video marketing o e-coaching y coberturas con grabación y/o transmisión de streaming en vivo de eventos corporativos como charlas, seminarios, ferias, convenciones o congresos.

## Historia
En 1994, cuando se formó la empresa, el video era analógico, Internet estaba naciendo y en las páginas de la web, sólo se podía ver texto con algunos dibujos y ocasionalmente descargar alguna fotografía. TecniPro iniciaba sus actividades en el área de soluciones IT, en infraestructura, datacenters, servidores, redes y enlaces de micro ondas, fibra óptica, satélites o Internet, que confluían en la integración de sistemas de televisión, transporte de video IP y producción de contenidos audiovisuales. Con el devenir de la era digital se convirtió en una empresa especialista en video sobre IP (protocolo de Internet) y actualmente brinda desde consultoría hasta una amplia gama de productos y servicios orientados hacia las comunicaciones audiovisuales y nuevas tecnologías aplicadas al video digital HD sobre Internet.